# Anthony Bourdain
Anthony Michael Bourdain (n. 25 iunie 1956, New York City, New York, SUA – d. 8 iunie 2018, Kaysersberg Vignoble⁠(d), Grand Est, Franța) a fost un maestru bucătar (chef) și prezentator de televiziune american.